# Maria van Reigersberch
Maria van Reigersberch, née le 7 octobre 1589 à Veere en Zélande ou à Boulogne-sur-Mer, et morte à La Haye, le 19 avril 1653, est l'épouse d'Hugo Grotius, qu'elle aide à s'évader en 1621 du château de Loevestein où il est détenu depuis son procès de 1619 et dont elle soutient la carrière ultérieure. 

## Biographie
Maria van Reigersberch, naît en 1589. Elle est la fille du bourgmestre de Veere Pieter van Reigersberg et de Maria Nicolai (également connue sous le nom de Mayken Claesdochter). Pieter van Reigersberch est connu comme partisan de Guillaume d'Orange. Ses parents ont fui à Boulogne-sur-Mer pendant les temps troublés où Robert Dudley est gouverneur général des Provinces-Unies (1585-1588) et ne sont peut-être revenus à Veere qu'après sa naissance, de sorte que son lieu de naissance n'est pas connu. Elle ne reçoit pas d'éducation formelle, mais elle sait lire et écrire, comme en témoigne son importante correspondance. Sa vie est peu connue jusqu'à son mariage  en juillet 1608 à Veere avec l'avocat Hugo Grotius, qui venait d'être nommé advocaat-fiscaal (procureur) à la Haute Cour.
Le couple s'installe à La Haye où Grotius fait une carrière rapide sous le mentorat de Johan van Oldenbarnevelt, l'avocat du Land de Hollande. En 1613, il est nommé pensionnaire de la ville de Rotterdam avec comme tâche principale la représentation de cette ville aux États de Hollande et de Frise-Occidentale et des Pays-Bas. Le couple a neuf enfants, dont plusieurs meurent durant leur petite enfance.

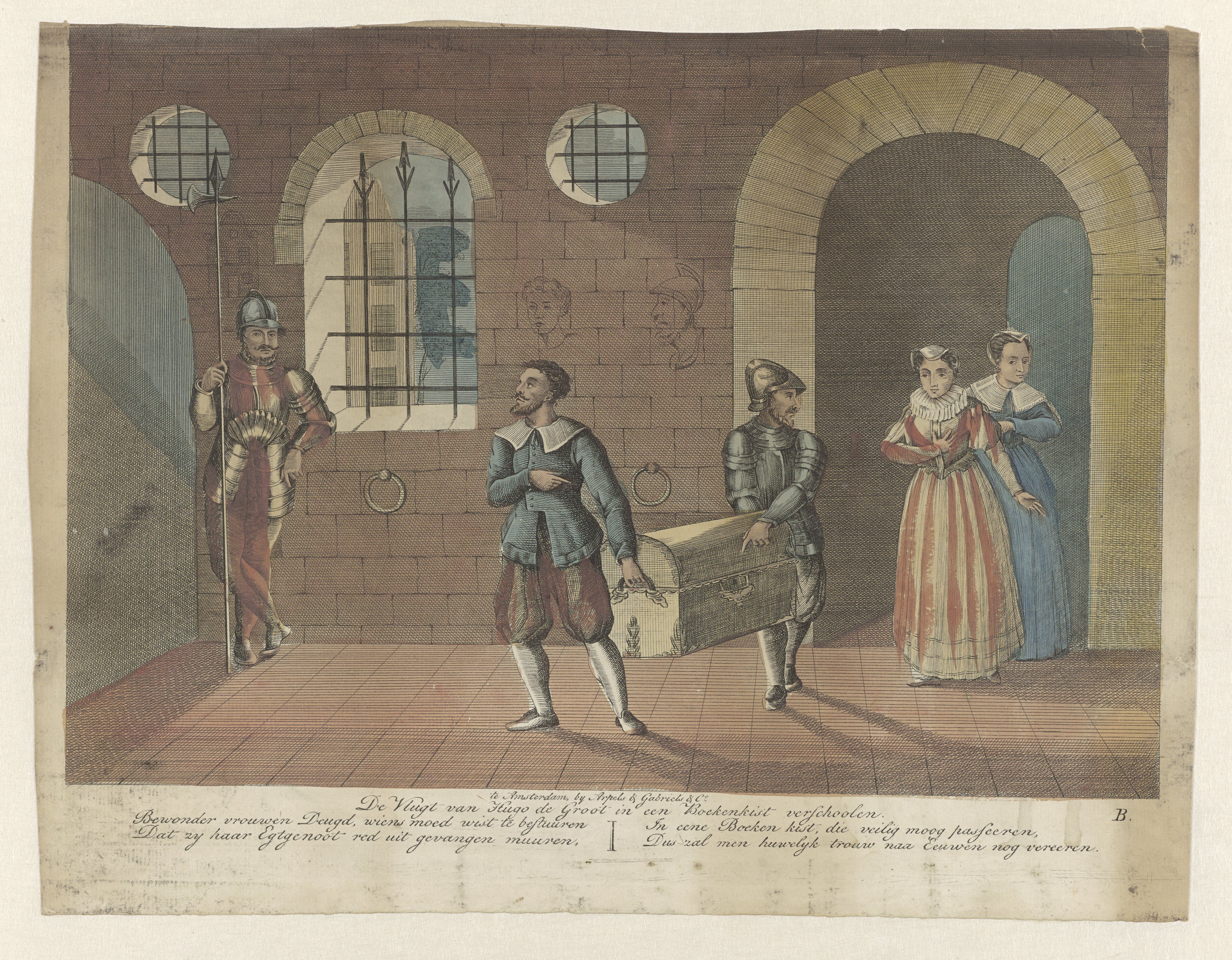
Évasion de Grotius dans un coffre à livres (1621).

Grotius est arrêté le 29 août 1618, avec Johan van Oldenbarnevelt, Rombout Hogerbeets (en), le pensionnaire de Leyde, et Gilles van Ledenberg (en), le secrétaire des États d'Utrecht, accusés de trahison, sur ordre du stathouder Maurice de Nassau, en lien avec la résolution du 4 août 1617 (Scherpe Resolutie). Ils sont détenus au secret pendant huit mois, période pendant laquelle Maria n'est pas autorisée à rendre visite à son mari dans sa cellule du Binnenhof à La Haye. Malgré les pressions, Maria van Reigersberch refuse de demander la grâce pour son époux. Van Oldenbarnevelt est condamné à mort et décapité le 13 mai tandis que le Grotius est condamné le 18 mai 1619 à la réclusion à perpétuité et à la confiscation de ses biens par un tribunal de vingt-quatre juges délégués des États généraux. Il doit purger sa peine au château de Loevestein.
Maria est autorisée à rejoindre son époux au château de Loevestein le 12 juin avec ses enfants. Elle lutte pour obtenir l'amélioration des conditions de vie de Grotius, ainsi que l'autorisation pour celui-ci de recevoir des livres pour l'aider dans ses recherches. Alors que la ville de Rotterdam lui ordonne en avril 1620 de quitter leur logement de fonction, elle fait rédiger une protestation par un notaire. Le 22 mars 1621, Maria aide Grotius à s'évader en se cachant dans un coffre à livres. Le coffre est transporté à Gorinchem par voie d'eau, accompagné par la femme de chambre de Maria, Elselina van Houweningen, tandis que Maria reste à Loevestein pendant un certain temps. Grotius quant à lui gagne secrètement Anvers, puis  Paris où le rejoint son épouse.

## La vie en exil

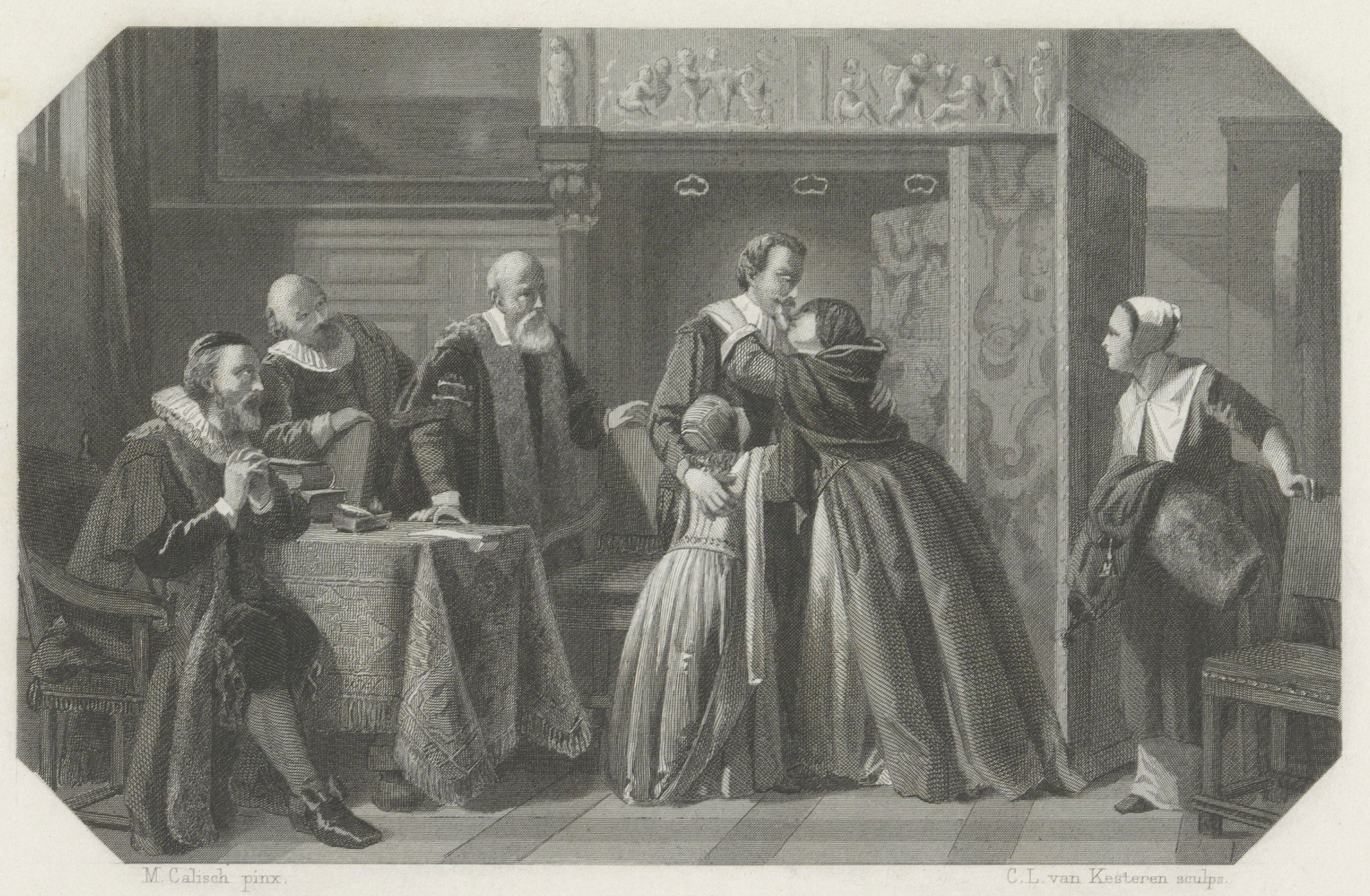
Retrouvailles familiales à Paris (1621).

A Paris, Grotius exprime sa gratitude pour le rôle de sa femme dans son évasion avec le poème latin Silva ad Thuanum (1621) dans lequel il explique que la ruse du coffre a été inventée par celle-ci. Grotius déchaîne bientôt un torrent de pamphlets et de publications plus importantes dans lesquelles il défend Johan van Oldenbarnevelt et lui-même (la plus connue est son Apologia or Verantwoordingh, publiée en latin et en néerlandais à Paris en 1622). Au cours de la décennie suivante, il est devenu une icône de la faction.
Parce que Grotius ne pouvait pas revenir en Hollande, Maria est souvent amenée à s'y rendre pour y gérer leurs affaires. Elle s'occupe des contacts avec les éditeurs néerlandais de Grotius et entame également plusieurs poursuites judiciaires pour annuler la confiscation des biens de son mari et des siens. Elle obtient la restitution de ses propres biens en 1625, après la mort de Maurice de Nassau et la nomination de son demi-frère Fredéric-Henri comme nouveau stathouder, tandis que la confiscation des biens de Grotius n'est levée qu'en 1630. Elle poursuit également Rotterdam pour les arriérés de salaire de Grotius, car le gouvernement de la ville avait arrêté de le payer après sa condamnation. De la correspondance avec son mari pendant ces absences, il ressort clairement que Maria est responsable des finances de la famille,.
Grotius tente de rentrer en Hollande dans les années 1630, mais c'est un échec et il s'exile à Hambourg. La reine Christine de Suède le nomme ambassadeur en France en 1635, fonction qu'il occupe pendant dix ans, et il s'installe à Paris avec femme et enfants . Maria van Reigersberch soutient la carrière de Grotius de sa place de femme d'ambassadeur, comme en témoigne sa correspondance, défendant la réputation de son mari, mais aussi veillant à l'accueil à l'ambassade de diplomates, compatriotes néerlandais en voyage ou savants. Elle veille aux intérêts éditoriaux de Grotius, et pour cela se rend à La Haye en 1639-1640. Elle consulte Gérard Vossius, Thomas Erpenius, et des éditeurs de Leyde pour la publication de De jure belli ac pacis qui finalement est publié à Paris en 1625 par Nicolas Buon. Elle reproche à Grotius de ne pas avoir négocié les conditions financières de son ouvrage Historiae et Annales de Rebus Belgicis, finalement publié à titre posthume à Amsterdam par Johan Bleau en 1657. Elle suit l'éducation et la carrière de leurs fils, Pieter, Cornelis et Dirck, scolarisés en Hollande, et de leurs filles, Maria et Cornelia. Sa fille Maria meurt prématurément à 18 ans, Cornelia quant à elle épouse un officier français, Jean Barthon de Montbas. Par sa correspondance, les invitations à dîner, les échanges, Maria van Reigersberch maintient et fortifie les liens avec la famille et les amis.
Grotius meurt le 28 août 1645 à Rostock ayant attrapé froid après un naufrage du navire qui le ramenait de Suède, alors que Maria est en cure à Spa avec sa fille Cornelia. Elle n'assiste pas à l’enterrement qui se déroule à Delft le 3 octobre. Elle reste quelque temps à Paris, puis se réinstalle à La Haye en 1648. Elle se consacre au projet de publication des œuvres inédites de Grotius, et à récupérer les arriérés de salaire de Grotius, son testament en faveur de sa fille Cornelia et de ses fils témoigne d'une grande aisance financière au terme de sa vie. Elle meurt le 19 avril 1653 et est inhumée auprès de son mari dans la Nieuwe Kerk de Delft.

## Postérité

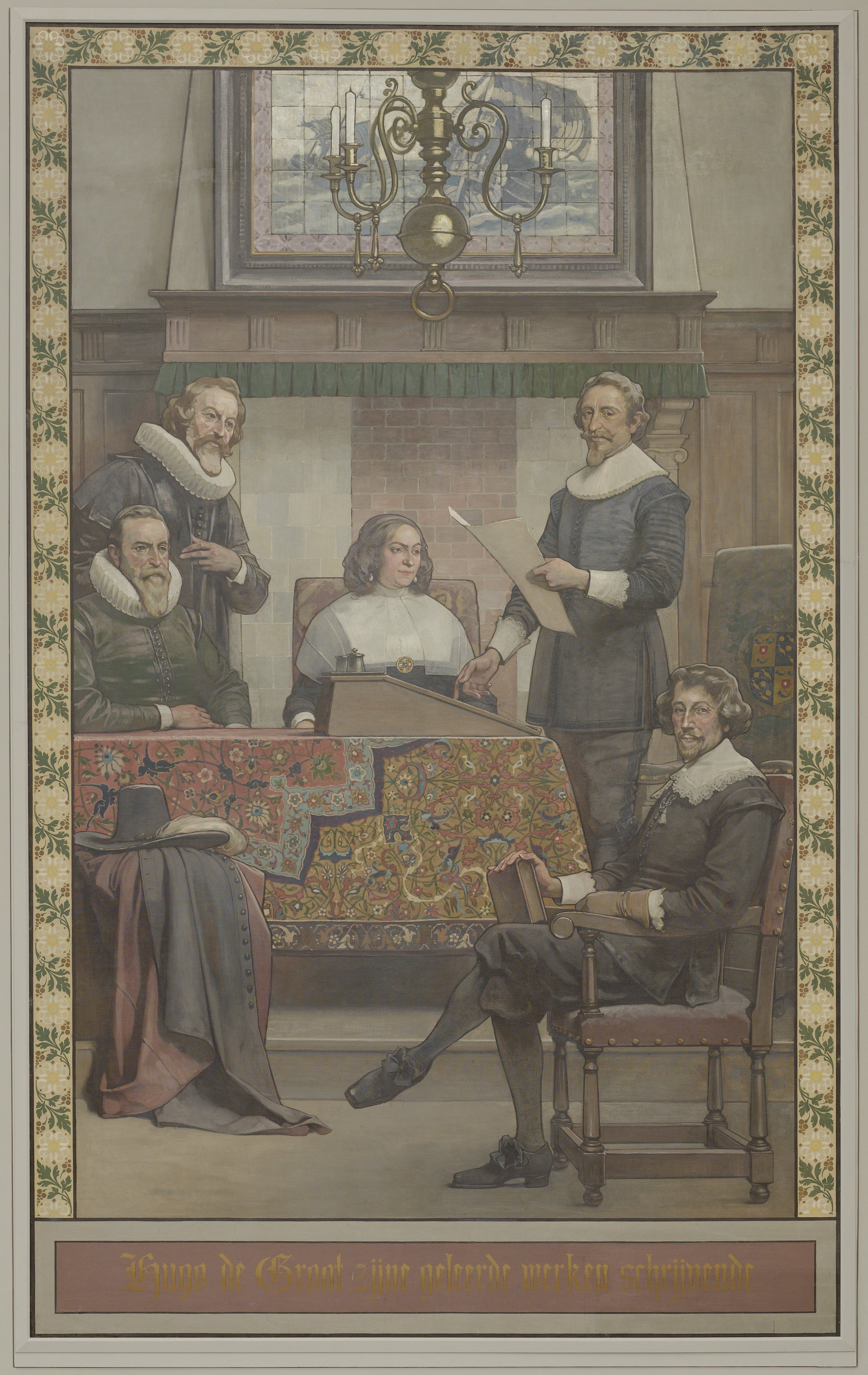
Peinture murale, vers 1885, Maria van Reigersberch figure au centre, Rijksmuseum

Maria van Reigersberch devient rapidement une icône héroïque néerlandaise. Mieke B. Smits-Veldt, évoque la postérité de Maria van Reigersberch comme un « exemple patriotique de l'épouse fidèle et aimante par excellence », tout en soulignant que si Grotius a « jeté les bases » de cette « canonisation », il s'agit surtout de sa part de louer « la dévotion absolue de Mary envers lui », donnant d'elle « l'image de l'épouse courageuse, religieuse et effacée, prête à sacrifier même sa propre vie pour le bonheur de son mari ». 
Sa loyauté, son esprit de décision et d'abnégation, son courage, son indépendance d'esprit sont mis en valeur par les partisans républicains, héritiers de Johan van Oldenbarnevelt. Sa notoriété est renforcée au XIXe siècle par la publication de sa correspondance qui la fait apparaître comme l'archétype de l'épouse qui ne cesse de soutenir son mari. D'autres auteurs quant à eux soulignent que la postérité de Maria van Reigersberch repose sur une insistance sur les épisodes tragiques de la vie du couple, notamment l'exil, tandis que les moments de bonheur ordinaire sont peu évoqués.